# Pięć lat kacetu
Pięć lat kacetu – jedna z najbardziej znanych polskich relacji z pobytu w niemieckich obozach koncentracyjnych, autorstwa warszawiaka z Czerniakowa – Stanisława Grzesiuka (1918–1963). Pierwsze wydanie w 1958 r., potem wielokrotnie wznawiana.
Główna część wspomnień zawiera opis czteroletniego pobytu autora w jednym z najcięższych niemieckich obozów koncentracyjnych – Mauthausen i Gusen. Wcześniej autor krótko przebywał w obozie koncentracyjnym w Dachau.

## Znaczenie nazwy
Nazwa kacet pochodzi od skróconej formy niemieckiej nazwy Konzentrazionslager, czytaj koncentracionslager (obóz koncentracyjny), od niemieckiej wymowy liter k z jako ka cet. W polskim piśmiennictwie używane jest KL zamiast KZ.

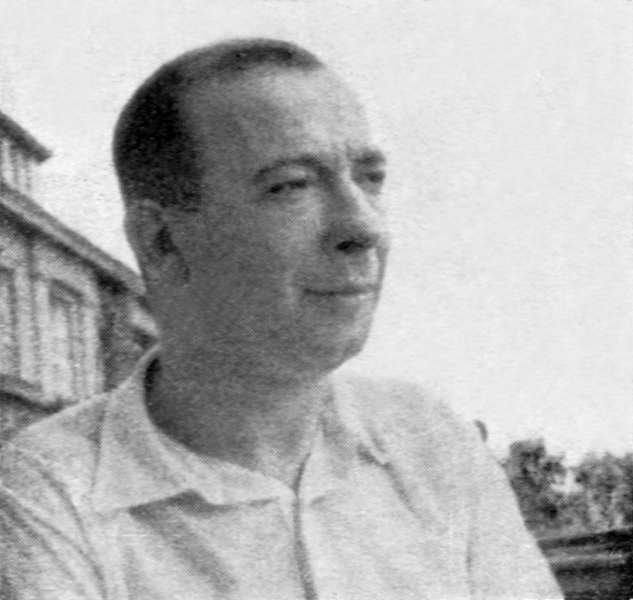
Stanisław Grzesiuk (1918–1963)

## Fabuła i sukces wydawniczy
Założeniem formalnym autora było przedstawienie codziennego życia przeciętnego więźnia obozu koncentracyjnego.
Do sukcesu wydawniczego przyczyniła się osobowość autora, który był typem „warszawskiego cwaniaka”. Szybko zrozumiał filozofię istnienia tego i innych niemieckich-nazistowskich obozów koncentracyjnych – głównym ich celem była eksterminacja przez pracę. Slogan „Arbeit macht frei” jest tylko kamuflażem, mającym na celu zmuszenie więźniów do jak najbardziej wydajnej pracy, w tym przypadku w kamieniołomie. Zrozumiawszy to, całe swoje życie obozowe oparł na zasadzie: unikać pracy lub markować ją, koncentrując wszystkie swoje siły witalne na zdobywaniu żywności i unikaniu pobicia, które mogło grozić śmiercią. Przeżył też dzięki swoistemu – warszawskiemu – codziennemu humorowi, koleżeńskości oraz umiejętności gry na mandolinie. W 1944 r. utworzył w obozie zespół muzyczny (jeden z kilku tam funkcjonujących), który w krótkim czasie stał się bardzo popularny wśród więźniów.

## Kolejne powieści autobiograficzne
Po tej książce powstały dwie następne, również z dużym sukcesem wydawniczym. W pierwszej (Boso, ale w ostrogach) autor powraca do czasów sprzed wojny i uwięzienia. W drugiej (Na marginesie życia) opisuje życie w latach powojennych, przede wszystkim borykanie się z problemem gruźlicy, której nabawił się podczas pobytu w obozie, i która była przyczyną jego przedwczesnej śmierci w styczniu 1963 r.
Istotnym atutem tej i pozostałych książek jest ich żywy język, oparty na gwarze warszawskich dzielnic.